# Macroditassa melantha
Macroditassa melantha là một loài thực vật có hoa trong họ La bố ma. Loài này được (Silveira) Rapini mô tả khoa học đầu tiên năm 2000.